# Chenicourt
Chenicourt település Franciaországban, Meurthe-et-Moselle megyében. Lakosainak száma 214 fő (2022. január 1.). Chenicourt Ajoncourt, Aulnois-sur-Seille, Arraye-et-Han, Jeandelaincourt és Létricourt községekkel határos.

## Népesség
A település népességének változása:
| Lakosok száma | 152  | 133  | 180  | 216  | 229  | 229  | 227  | 221  | 223  | 214  |
|               | 1968 | 1982 | 1990 | 2006 | 2013 | 2015 | 2017 | 2019 | 2020 | 2022 |